# Ivo Nakić
Ivo Nakic (nacido el 26 de mayo de 1966, en Rijeka, RFS Yugoslavia) fue un jugador de baloncesto croata, que ocupaba la posición de alero. 
Fue el primer jugador de baloncesto de la historia en ser ganador de la Copa de Europa con dos equipos distintos.
Su hijo Mario Nakic jugó al baloncesto en la cantera del Real Madrid.

## Clubes
- Cantera Kvarner.
- 1984-1986 Cibona Zagreb
- 1986-1992 Partizan Belgrado
- 1992-1993 Cibona Zagreb
- 1993-1994 TDK Manresa
- 1994-1995 Hapoel Tzvat
- 1995-1996 Interier Krsko
- 1996-1997 Podboeje Krsko
- 1997-1998 Sava Osiguranje Rijeka
- 1997-1998 Wurzburg
- 1998-2000 Krka Novo Mesto
- 2000-2001 Pivovarna Lasko

## Palmarés
- Liga de Yugoslavia: 4

Cibona de Zagreb: 1981-82, 1983-84
KK Partizan: 1986-87, 1991-92
- Copa de Yugoslavia: 4

Cibona de Zagreb:  1985, 1986
KK Partizan: 1989, 1992
- Euroliga: 3

Cibona de Zagreb:  1985, 1986.
KK Partizan: 1992.
- Copa Korac: 1

KK Partizan: 1989.